# Carnitina
La carnitina è un derivato amminoacidico, uno zwitterione presente nei tessuti animali e, in quantità modeste, nelle piante. Venne identificata per la prima volta nel 1905 da W. Gulewitsch e R. Krimberg nell'estratto di carne bovina, da cui il nome. La sua struttura chimica fu scoperta nel 1927 da M. Tomita e Y. Sendju. Inizialmente venne chiamata vitamina T, in quanto essenziale alla crescita della tarma della farina Tenebrio molitor. È un carrier degli acidi grassi: consente ai mitocondri di utilizzarli per la produzione di ATP.

## Ciclo biologico
Gli acidi grassi prima di essere degradati devono essere attivati all'interno del citosol. La loro completa degradazione invece, avviene nel mitocondrio, come venne scoperto nel 1950 da Eugene Kennedy e Albert Lester Lehninger. Gli acidi grassi attivati si trovano sotto forma di acil-CoA, un acido grasso legato ad una molecola di coenzima A. Tuttavia un acil-CoA non è in grado di attraversare la membrana mitocondriale a causa della presenza della sua porzione acilica. La porzione acilica viene dunque trasferita ad una molecola di carnitina, formando acil-carnitina. 
Il legame O-acile dell'acil-carnitina è un esempio di legame ad alta energia. Il trasferimento avviene attraverso l'azione di due enzimi, la carnitina-palmitoil-transferasi I e II. Questi enzimi sono localizzati rispettivamente sulla superficie esterna della membrana mitocondriale esterna e sulla superficie interna della membrana mitocondriale interna e traslocano gruppi acilici da un lato all'altro della membrana. Il trasporto viene mediato da una proteina trasportatrice della carnitina che trasferisce l'acil-carnitina nella matrice mitocondriale e contemporaneamente muove la carnitina libera nella direzione opposta.

## Proteine coinvolte nel ciclo della carnitina
- CPT I: carnitina-palmitoil-transferasi I, presente sulla parte esterna della membrana mitocondriale esterna, catalizza il trasferimento di gruppi acile dall'acil-CoA alla carnitina, producendo acil-carnitina. È presente nei diversi tessuti, in forme specifiche a diversa velocità di azione: L-CPT I, M-CPT I, C-CPT I;
- CPT II:carnitina-palmitoil-transferasi II, presente sulla parte interna della membrana mitocondriale interna, catalizza la reazione inversa alla CPT I, riformando acil-CoA per carnitina-acilcarnitina translocasibeta ossidazione;
- CT: carnitina-acilcarnitina-translocasi, presente sulla membrana mitocondriale interna, scambia l'acilcarnitina dello spazio intermembrana con la carnitina libera della matrice mitocondriale (modalità antiporto), bilanciando il rapporto carnitina libera/acilcarnitina;
- CAT: carnitina-acil-transferasi, presente sulla membrana mitocondriale interna, trasferisce gruppi acile dall'acil-CoA alla carnitina, formando acil-carnitina, esportata dal CT.[2]
- COT: carnitina-octanoil-transferasi, presente sul lato interno della membrana perossisomiale, trasferisce acili a media catena da CoA alla carnitina.
- OCTN1: Trasportatore di carnitina a bassa affinità indipendente da Na+
- OCTN2: Trasportatore di carnitina ad alta affinità dipendente da Na+. Questa proteina permette l'ingresso della carnitina all'interno della cellula.
- ATB0:  Trasportatore di carnitina

## Importanza nell'alimentazione
L'organismo umano è in grado di sintetizzare la carnitina a partire dagli amminoacidi lisina e metionina.
Questa molecola è presente nella membrana plasmatica dei muscoli scheletrici, del cuore, del rene e dell'intestino. 
Alcune disfunzioni possono condurre ad una significativa carenza di carnitina. Questi deficit sono messi in correlazione a varie patologie, tra cui la sindrome da affaticamento cronico e la morte improvvisa. Gli effetti della carenza di carnitina vennero descritti per la prima volta nel 1973, associati ad una miopatia grave con accumulo di acidi grassi non ossidati nel muscolo scheletrico: tale sindrome è nota come deficit primario di carnitina, la cui causa è dovuta ad una mutazione genetica a carico del trasportatore OCTN2. 
In tale quadro patologico, la concentrazione ematica di carnitina è inferiore a 10, e a volte a 5, nanomoli per litro, contro i valori di riferimento di 40-80. Tale deficit si presenta sin dai primi anni di vita, ed è letale se non si interviene con dosaggi soprafisiologici di L-carnitina. Il fabbisogno sale a circa 80 mg al gg/kg, di cui circa 20 possono essere sintetizzati. La restante parte deve essere introdotta tramite l'alimentazione. Per introdurre l'apporto di carnitina rimanente occorrono circa 100 g di carne di manzo. Per introdurre lo stesso quantitativo tramite verdure, ad esempio pomodori, ne andrebbero consumati circa 2 kg al giorno. Le persone che hanno subito una mutazione genetica nell'espressione dell'anticorpo OCNT2 hanno livelli di carnitina molto bassi, per cui possono presentare i sintomi tipici della sindrome di Reye, in cui è alterato il metabolismo degli acidi grassi.

### Contenuto di carnitina negli alimenti
| Alimento          | Carnitina mg/100g |  | Alimento          | Carnitina mg/100g |
| Prodotti animali  | Prodotti animali  |  | Prodotti vegetali | Prodotti vegetali |
| Carne di pecora   | 210,0             |  | Mela              | 3,1               |
| Carne di cammello | 130,0             |  | Pomodoro          | 2,9               |
| Carne di agnello  | 80,0              |  | Pera              | 2,7               |
| Carne di manzo    | 60,0              |  | Riso              | 1,8               |
| Carne di maiale   | 32,5              |  | Pesca             | 1,6               |
| Carne di coniglio | 20,0              |  | Avocado           | 1,2               |
| Carne di pollo    | 7,5               |  | Uva               | 1,1               |
| Latte di pecora   | 10,0              |  | Farina            | 1,0               |
| Latte di vacca    | 3,0               |  | Pane              | 0,2               |
| Latte di capra    | 3,1               |  | Patata            | 0,0               |
| Latte di donna    | 0,9               |  | Carota            | 0,0               |
| Uova              | 0,8               |  | Spinaci           | 0,0               |
| Pesce (media)     | 5,0               |  | Arancia           | 0,0               |

## Utilizzo nel cavallo da competizione
Negli animali sottoposti ad elevato sforzo fisico come ad esempio i cavalli sportivi, L- carnitina può rivelarsi un ottimo aiuto. Questa molecola infatti funge da trasportatore degli acidi grassi a lunga catena all'interno dei mitocondri dove vengono sottoposti ad ossidazione per ricavare energia, senza accumulo di acido lattico. L- carnitina migliora quindi l'utilizzo energetico dei lipidi durante l'attività fisica prolungata e svolge un effetto positivo sulla muscolatura scheletrica e cardiaca aiutando il cavallo a sopperire agli intensi sforzi fisici.